# The Ballad of Reading Gaol
The Ballad of Reading Gaol ist ein Gedicht von Oscar Wilde. Es erschien 1898 und ist Wildes letztes zu seinen Lebzeiten veröffentlichtes Werk. Wilde verarbeitete darin seine Zeit im Gefängnis von Reading, wo er zwei Jahre verbracht hatte, nachdem er 1895 wegen seiner Homosexualität zu harter Zwangsarbeit verurteilt worden war. Auf Deutsch erschienen zahlreiche Übersetzungen und Nachdichtungen, meist unter dem Titel Die Ballade vom Zuchthaus zu Reading.

## Inhalt und Form

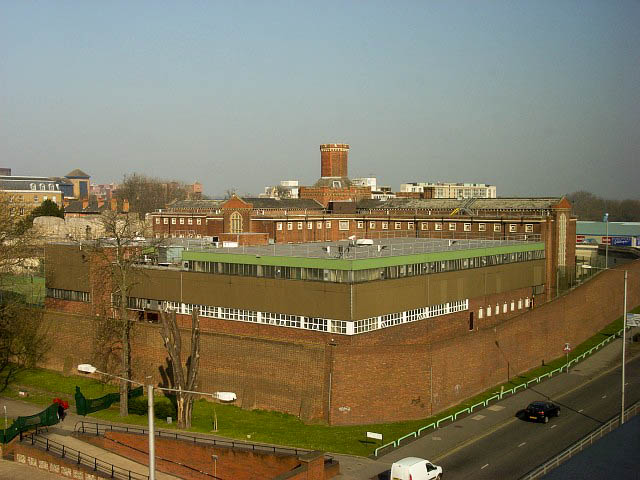
Das Gefängnis in Reading

Den Anlass für das Gedicht bildete die Hinrichtung des 30-jährigen Kavalleriesoldaten Charles Thomas Wooldridge, der zu Wildes Zeit ebenfalls Häftling im Gefängnis von Reading war. Wooldridge hatte aus Eifersucht seine Ehefrau ermordet und war dafür zum Tode verurteilt worden. Nachdem sein Gnadengesuch abgelehnt worden war, fügte er sich klaglos in sein Schicksal, was Wilde beeindruckte. The Ballad of Reading Gaol ist Wooldridge gewidmet und beschreibt die letzten Tage seines Lebens aus der Sicht der anderen Gefangenen. Wilde stellt dabei eine Parallele zwischen der Situation Wooldridges und seiner eigenen her, insbesondere der Unausweichlichkeit, mit der seine Beziehung zu Lord Alfred Douglas (die den Anlass zu seiner Verurteilung gab) in einer Katastrophe enden musste. In diesem Zusammenhang steht die besonders bekannte Strophe:
Yet each man kills the thing he loves,

By each let this be heard,

Some do it with a bitter look,

Some with a flattering word,

The coward does it with a kiss,

The brave man with a sword!
Die erste Zeile dieser Strophe bezieht sich auf die Frage des Bassanio in Shakespeares Der Kaufmann von Venedig (Akt 4, Szene 1): „Do all men kill the things they do not love?“
The Ballad of Reading Gaol behandelt den Alltag und die Gefühle eines Gefangenen. Dabei reflektiert Wilde über Schuld und Reue und plädiert für Vergebung und gegen unmenschliche Strafen.
Autobiographische Züge werden besonders an den Stellen deutlich, an denen Wilde ausdrücklich über seine eigenen Erfahrungen und das Doppelleben, das er geführt hatte und das ihm zum Verhängnis wurde, berichtet:
And the wild regrets, and the bloody sweats,

None knew so well as I:

For he who lives more lives than one

More deaths than one must die.
Das Gedicht gliedert sich in sechs Teile mit insgesamt 109 sechszeiligen Strophen. Bis auf wenige Ausnahmen reimen sich die zweite, vierte und sechste Zeile. Charakteristisch sind Wiederholungen einzelner Zeilen durch das ganze Gedicht hindurch.

## Entstehung und Veröffentlichung
Oscar Wilde schrieb das Gedicht im Juli 1897, ein halbes Jahr nach seiner Entlassung aus dem Gefängnis. Er überarbeitete anschließend sein Manuskript gemeinsam mit seinem Freund und Lektor Robert Ross. Später fügte Wilde noch einige Strophen hinzu.
Die erste Auflage, die im Februar 1898 erschien, wurde nicht unter seinem Namen, sondern unter dem Pseudonym „C.3.3.“, der Nummer seiner Gefängniszelle, veröffentlicht. Trotzdem dürfte den meisten Zeitgenossen bekannt gewesen sein, wer der Verfasser war, da Wildes Inhaftierung großes Aufsehen erregt hatte. Das Buch verkaufte sich außerordentlich gut und musste schon nach wenigen Wochen in höherer Zahl neu aufgelegt werden. Erst ab der siebten Auflage im Juli 1899 wurde Wildes Name genannt.
Robert Ross, der nach Wildes Tod dessen literarischen Nachlass verwaltete, gab The Ballad of Reading Gaol 1911 erneut in einer Gedichtsammlung in seiner ursprünglichen, kürzeren Form heraus, die er bevorzugte. In heutigen Ausgaben erscheint in der Regel die erweiterte Fassung.

## Wildes Grabstein

Grabmal Oscar Wildes auf dem Friedhof Père-Lachaise

Ein Zitat aus The Ballad of Reading Gaol ist auf dem von Jacob Epstein gestalteten Grabmal Oscar Wildes auf dem Cimetière du Père-Lachaise in Paris zu lesen:
And alien tears will fill for him,

Pity’s long-broken urn,

For his mourners will be outcast men,

And outcasts always mourn.

## Rezeption

### Musik
- Jacques Ibert komponierte das Ballett La ballade de la geôle de Reading.
- Arthur Wills verwendete Teile des Textes in seinem Chorwerk The Sacrifice of God.
- Donald Swann vertonte das Gedicht in seinem Musikzyklus The Poetic Image: A Victorian Song Cycle.
- Giovanna Marini vertonte The Ballad of Reading Gaol 2004 zusammen mit Oscar Wildes Brief De Profundis.
- Pete Doherty zitiert einige Zeilen des Gedichts in seinem Lied Broken Love Song.

### Film
- In David Wark Griffiths Film Intoleranz wird eine Strophe aus The Ballad of Reading Gaol als Zwischentitel verwendet.
- Der Film The Ballad of Reading Gaol von Richard Kwietniowski mit Quentin Crisp inszeniert Oscar Wildes Verteidigungsrede in seinem Prozess von 1895.
- In den Biographie-Filmen Der Mann mit der grünen Nelke und Oscar Wilde wird jeweils gegen Ende des Films die berühmte Strophe „Yet each man kills the thing he loves…“ zitiert.
- In Rainer Werner Fassbinders Film Querelle singt Jeanne Moreau das von Peer Raben komponierte Lied Each man kills the thing he loves. Dieses Lied wurde später u. a. auch von Gavin Friday und Ingrid Caven gecovert.

## Ausgaben

### Originalausgaben (Auswahl)
- The Ballad Of Reading Gaol. Leonard Smithers, London 1898. (Erstausgabe)
- Selected Poems. Including the Ballad of Reading Gaol. Selected by Robert Ross. Methuen & Co., London 1911.
- The Ballad of Reading Gaol and other poems. Penguin Classics, London 2010, ISBN 978-0-14-119267-3.

### Deutsche Übersetzungen (Auswahl)
- Die Ballade vom Zuchthaus zu Reading. Nach dem Englischen von Wilhelm Schölermann. Insel, Leipzig 1903. 200 Exemplare, erste deutsche Ausgabe.
- Die Ballade vom Zuchthaus zu Reading. Aus dem Englischen von Walther Unus. Reclam, Leipzig 1907.
- Die Ballade vom Zuchthaus zu Reading. Aus dem Englischen von Otto Hauser. In: Aus fremden Gärten. Nr. 15. Duncker, Weimar 1913.
- Die Ballade vom Zuchthaus zu Reading. Aus dem Englischen von Albrecht Schaeffer. Insel-Verlag, Leipzig 1917.
- Dichtungen. Aus dem Englischen von Frederick Philip Grove und Eduard Thorn. Bruns, Minden (Westfalen) 1920.
- Die Ballade vom Zuchthaus zu Reading. Ins Deutsche umgedichtet von Wilhelm Schölermann. 6. Auflage. Magische Blätter, Leipzig 1921.
- Die Ballade vom Zuchthaus zu Reading. Freie Nachdichtung von Horst Schade. Oprecht, Zürich 1948.
- Die Ballade vom Zuchthaus zu Reading. Aus dem Englischen von Elfriede Mund. Insel-Verlag, Leipzig 1970.
- De profundis. Epistola in carcere et vinculis. Sowie Die Ballade vom Zuchthaus zu Reading. Aus dem Englischen von Hedda Soellner. Diogenes, Zürich 1987, ISBN 3-257-21499-5.
- Salome. Dramen, Schriften, Aphorismen und „Die Ballade vom Zuchthaus zu Reading“. Aus dem Englischen von Christine Hoeppener. 9. Auflage. Insel-Taschenbuch, Frankfurt am Main 1996, ISBN 3-458-31807-0.
- Aus der Tiefe. Gefängnisbriefe und „Die Ballade vom Zuchthaus Reading“. Aus dem Englischen von Mirko Bonné. Carl Hanser Verlag, München 2023, ISBN 978-3-446-27632-1.